# Pergalumna striata
Pergalumna striata är en kvalsterart som först beskrevs av Pérez-Íñigo och Baggio 1980.  Pergalumna striata ingår i släktet Pergalumna och familjen Galumnidae. Inga underarter finns listade i Catalogue of Life.